# Lijst van burgemeesters van Hilvarenbeek
Dit is een lijst van burgemeesters van de Nederlandse gemeente Hilvarenbeek in de provincie Noord-Brabant.
| Ambtsperiode | Naam burgemeester                 | Partij of stroming | Bijzonderheden      |
| ------------ | --------------------------------- | ------------------ | ------------------- |
| 18?? - 1844? | Martinus (M.) Huijsmans           |                    | schout/burgemeester |
| 1844 - 1854  | Henricus Vogelpoel                |                    |                     |
| 1854 - 1875  | Gerardus Kuijpers                 |                    |                     |
| 1876 - 1906  | F.J.B. Verlinden                  |                    |                     |
| 1906 - 1908  | J.A.M.J. Beretta                  |                    |                     |
| 1908 - 1942  | J.C. de Rooij                     |                    |                     |
| 1942 - 1943  | J.C. Wijten                       |                    |                     |
| 1943 - 1944  | L.J.F. Bressers                   | NSB                |                     |
| 1944 - 1945  | Cees (C.J.) van Meel              |                    | waarnemend          |
| 1945 - 1946  | Jan (J.J.W.) van der Burg         |                    | waarnemend          |
| 1946 - 1975  | Jan (J.P.M.) Meuwese              | KVP                |                     |
| 1976 - 1985  | mr. Ed (E.M.) d'Hondt             | PvdA               |                     |
| 1985 - 1993  | mr. Wim (W.R.) Ligtvoet           | PvdA               |                     |
| 1993 - 1997  | Bert (L.M.) Oord                  | PvdA               | waarnemend          |
| 1997 - 2001  | Ben (B.J.) Straatsma              | PvdA               |                     |
| 2001 - 2009  | mr. drs. Stefan (S.W.Th.) Huisman | VVD                |                     |
| 2009 - 2010  | Jan (J.A.M.) van Homelen          | CDA                | waarnemend          |
| 2010 - 2019  | drs. Ryan (R.F.I.) Palmen         | VVD                |                     |
| 2019 - 2020  | drs. Harrie (H.W.S.M.) Nuijten    | PvdA               | waarnemend          |
| 2020 - heden | Evert (E.M.L.) Weys               | CDA                |                     |